# Pica-soques eurasiàtic
El pica-soques eurasiàtic, pica-soques blau o simplement pica-soques, pic bastard, puja-soques o tàpara (Sitta europaea) és un passeriforme proveït de fortes ungles, la qual cosa li permet d'enfilar-se amb gran facilitat pels troncs dels arbres.

## Morfologia

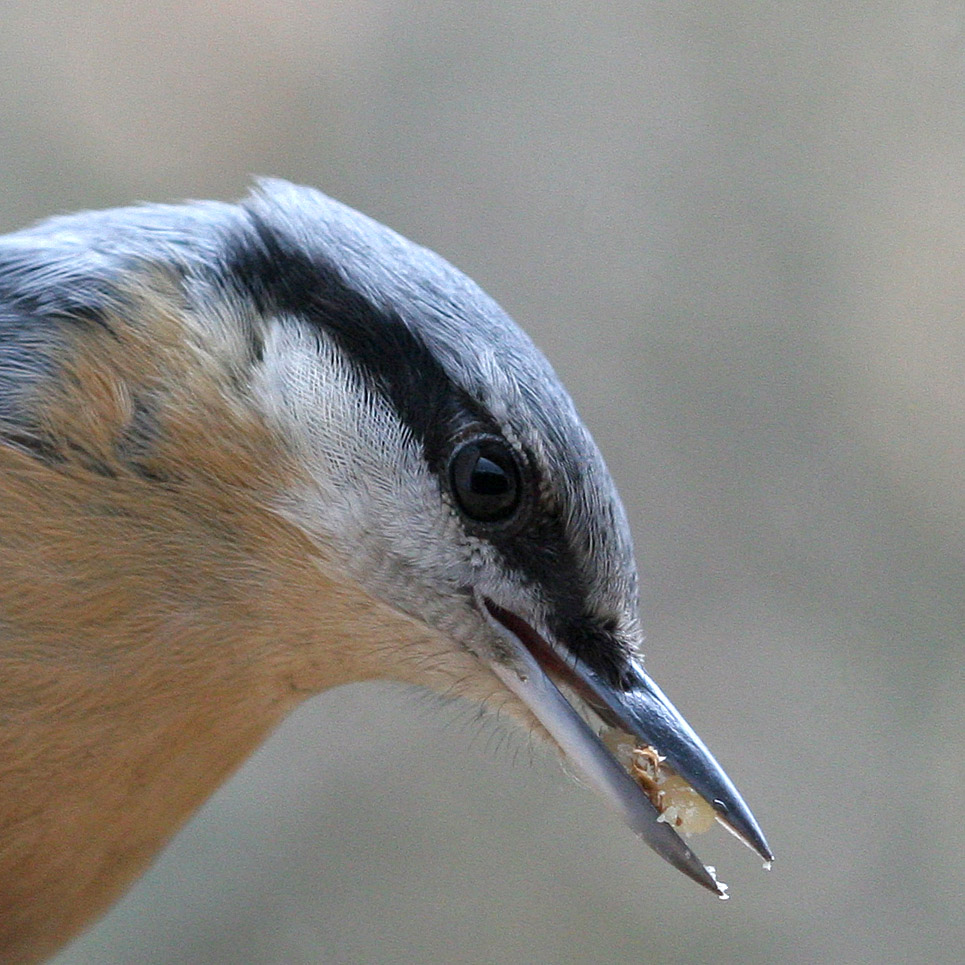
Un pica-soques Sitta europaea a Bensheim (Hessen)

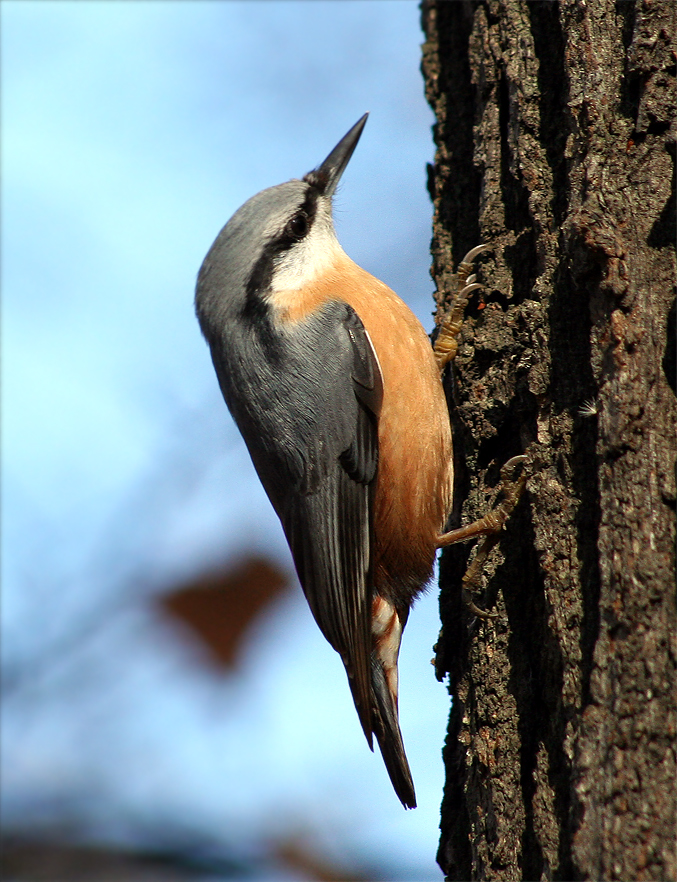
Pica-soques blau.

La seva silueta allargassada és perfilada pel bec, que palesa els seus hàbits i costums arborícoles. En efecte, el bec revingut és llarg i pot atènyer fàcilment 21 mm. Recorda el dels picots, bé que és més punxegut i afinat. Alhora és recte i no decorbat com el dels raspinells. Fa 14 cm i pot pesar fins a 25 g. La part dorsal, el capell, el carpó, les timoneres centrals i la part superior de les ales mostren un to blau grisenc. Els flancs presenten tons castanys rogencs i les parts inferiors són de color beix rosat. Aquesta amalgama de colors contrastants fa que sigui un dels ocells boscans de plomatge més vistós. Un altre tret ben característic és la franja negra que s'origina a la base del bec i que, bo i travessant l'ull, acaba a la nuca, on s'eixampla lleugerament abans de difuminar-se. Les plomes laterals de la cua són negres amb taques blanques, que només són visibles quan té la cua desplegada. Pràcticament no existeix dimorfisme sexual, llevat de la coloració ventral, que és més apagada en les femelles. Les notes del reclam són molt més característiques. El vol és ondulat, per bé que, per raons de l'hàbitat que ocupa, és difícil de veure'l volar recorrent espais llargs.

## Ecologia
Es nodreix de fruits, àdhuc dels de coberta dura, com glans i avellanes. A l'estiu captura insectes i aleshores pot baixar a terra, on es desplaça fent saltirons.
Per fer el seu niu aprofita el forat fet per un picot en un arbre i redueix el diàmetre de l'obertura a força d'empastar fang al seu voltant. L'interior l'omple amb escorça trossejada i fulles seques.
Fa generalment, al març-maig, una posta de sis a nou ous blancs, amb ratlles i taques brunenques. L'escalfament dels ous els fa la mare i s'allarga fins a 14 dies, al terme dels quals comença la darrera etapa de la reproducció: la de l'alimentació dels pollets, que als 24 dies ja poden volar. És molt sedentari i es localitza a la Catalunya humida, per damunt dels 700 m, i també a la Serra de Prades i als Ports de Beseit, preferentment en rouredes i bosquets caducifolis muntanyencs, àdhuc en pinedes.
La posició de davallar cap per avall, amb el cap horitzontal, és molt característic d'aquest moixó.
També és molt interessant la seva tècnica per a trencar les avellanes de què s'alimenta: les subjecta entre les escletxes de l'escorça d'un arbre i les forada amb el bec. En fer-ho, emet un so semblant a les tamborinades dels picots. Les restes de l'àpat queden en aquesta estranya posició i la seva troballa proporciona una pista sobre l'existència d'aquests ocells.
És una espècie molt sedentària i poc gregària, tot i que, a l'hivern, de vegades, s'arreplega amb els pàrids.

## Subespècies
Se n'han enregistrat unes 15 subespècies de Sitta europaea.
- Sitta europaea albifrons Taczanowski 1882. Nord-est de Sibèria i illes Kurils.
- Sitta europaea amurensis Swinhoe 1871. Sud-est de Sibèria, Corea, illes centrals i meridionals del Japó i nord-est de la Xina.
- Sitta europaea asiatica Gould 1835. Des de Rússia fins a Sibèria Oriental, nord-oest de Manxúria i l'illa de Hokkaido
- Sitta europaea bedfordi Ogilvie-Grant 1909. Illa de Jeju-do, a Corea del Sud.
- Sitta europaea caesia Wolf 1810. Europa central i sud-oriental.
- Sitta europaea caucasica Reichenow 1901. Nord-est de Turquia i sud-oest de Russia.
- Sitta europaea cisalpina Sachtleben 1919. Itàlia, Sicília, Suïssa i Croàcia.
- Sitta europaea europaea Linnaeus 1758. Europa Septentrional i Oriental.
- Sitta europaea hispaniensis Witherby 1913. Península Ibèrica i nord del Marroc.
- Sitta europaea levantina Hartert 1905. Nord de Síria i Líban i sud de Turquia.
- Sitta europaea persica Witherby 1903. Sud-est de Turquia, nord d'Iraq i oest de l'Iran.
- Sitta europaea roseilia Bonaparte 1850. Illa de Kyūshū, al sud del Japó.
- Sitta europaea rubiginosa Tschusi i Zarudni 1905. Azerbaidjan i nord de l'Iran.
- Sitta europaea seorsa Portenko 1955. Nord-oest de la Xina.
- Sitta europaea sinensis J.Verreaux 1870. Xina Oriental i Septentrional.

La subespècie Sitta europaea arctica és considerada actualment pel Congrés Ornitològic Internacional una espècie de ple dret.